# ウォロディミル・ゼレンスキーの日本国会演説

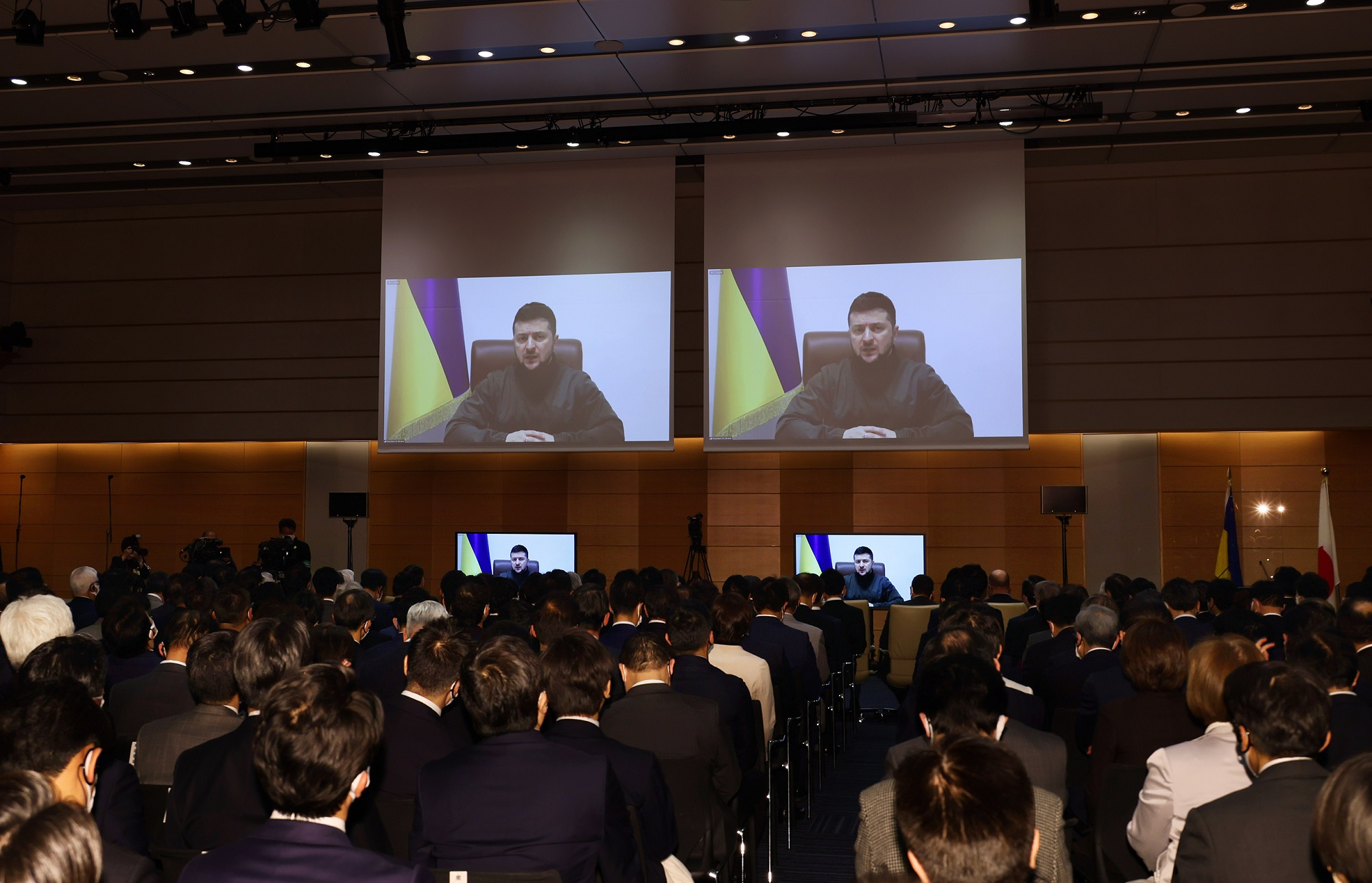
演説の様子（2022年3月23日）

ウォロディミル・ゼレンスキーの日本国会演説（ウォロディミル・ゼレンスキーのにほんこっかいえんぜつ）は、2022年ロシアのウクライナ侵攻を受け、同年3月23日にウクライナ大統領ウォロディミル・ゼレンスキーが日本の国会で行ったオンライン形式のリモート演説である。

## 概要
演説は衆議院第一議員会館の国際会議室と多目的ホールを会場にオンライン形式で行われ、岸田文雄内閣総理大臣、細田博之衆議院議長、山東昭子参議院議長、セルギー・コルスンスキー駐日ウクライナ特命全権大使のほか、衆参両国会議員定数710人（空席数も含む）のうち500人以上が出席した。
ゼレンスキー大統領の演説前に細田衆院議長、演説後に山東参院議長があいさつし、侵攻の犠牲者への哀悼とウクライナへの連帯の意を表した。山東はウクライナの国旗と同じ黄色と青を基調とした服装で出席した。
日本の国会で、日本国外の要人の演説がオンライン形式で実施される事例は初めて。
演説は日本時間（UTC+9）3月23日18時、ウクライナ時間（UTC+2）同日11時から行われ、ゼレンスキー大統領の演説は約12分にわたった。演説はウクライナ語で行われ、駐日ウクライナ大使館に用意された通訳によって同時通訳された。
ゼレンスキー大統領は日本の援助に対する謝意を示し、国連改革の必要性やロシアに対する制裁の継続を訴えた。

## 演説
細田衆議院議長閣下、

山東参議院議長閣下、

岸田内閣総理大臣閣下、

日本国会議員の皆様、

日本国民の皆様、

ウクライナ大統領である私にとって、日本国会において史上初めて皆様に対して演説を行うことを大変光栄に存じます。

両国の首都は 8,193 キロメートルを隔てております。経路にもよりますが、平均すると、航空機で 15 時間を要します。しかしながら、自由に対する我々の感情、生存への希求、平和への希望に、いかほどの距離がありましょうか。

２月 24 日、私は両国の間に何らの距離もないことを理解しました。我々の首都の間には１ミリの距離もなく、我々の心に瞬時の差もないことを。なぜなら、貴国は即座に支援のために駆けつけてくれたからです。そして私は、そのことを心から感謝しております。

ロシアがウクライナ全体の平和を破壊したとき、我々は、世界が本当に戦争に反対し、自由を求め、世界の安全を求め、全ての社会の調和のとれた発展を求めていることを即時に理解しました。日本はアジアにおいてこの立場のリーダーとなりました。貴国は即座に、ロシア連邦により開始されたこの残酷な戦争を終結させるため、ウクライナ、すなわち欧州における平和のために活動し始めました。そしてこのことは大変重要なことです。地球上の全ての人々にとって重要なのです。なぜなら、ウクライナの平和なくしては、世界のいかなる人も自信をもって将来を見据えることができないからです。

皆様はチェルノブイリ原発のことを御存じかと思います。ウクライナにある原子力発電所で、1986 年に大きな爆発事故が発生した所です。放射性物質が放出されました。世界の様々な場所にその影響が出ました。チェルノブイリ原発の 30 キロメートル圏内は未だに危険なため閉鎖されております。爆発により生じた影響を除去する過程において、閉鎖された区域の中の森林に何千トンもの汚染物質、がれきや車両などが廃
棄されました。地中にあるのです。

２月 24 日には、この土地をロシア軍の装甲車が通りました。そして、大気中に放射性物質の塵を巻き上げました。力によって、また武器によってチェルノブイリ原発は制圧されてしまったのです。過去に大惨事が発生した原発を想像してみてください。破壊された原子炉は覆われ、核廃棄物の貯蔵施設があります。ロシアはこの施設をも戦場へと変えました。そして、ロシアは閉鎖された 30 キロメートル圏内の区域を、我々の防衛軍に対する新たな攻撃を仕掛けるために使用しているのです。

ロシア軍がウクライナを離れた後に、チェルノブイリ原発に与えた損傷を調査するには数年を要するでしょう。放射性廃棄物の貯蔵施設のどの場所が損傷を受けたか、放射性物質の塵がどれだけ地球に拡散されたかということです。

皆様、

ウクライナには稼働中の原子力発電所が４つあり、15 の原子炉があります。全てロシアの脅威にさらされています。ロシア軍は既にヨーロッパ最大のザポリージャ原発を攻撃しました。戦闘により何百もの発電所が被害を受け、多くが危険な状態にあります。爆撃によってガスや石油のパイプライン、炭鉱が脅威に直面しています。

先日、ロシア軍はウクライナのスムイ州にある化学工場を攻撃し、アンモニアが流出しました。我々は、特にサリンといった化学兵器を使用した攻撃が起きる可能性があると警告を受けています。それは、シリアで起きたのと同様のことです。

そして、世界中の政治家が議論すべき大きな課題が、ロシアが核兵器を使用した場合、どう対応すべきかです。核兵器が使用されれば、世界のいかなる人の信頼も、いかなる国も、完全に破壊されてしまいます。

ウクライナ軍は既に 28 日間にわたり堂々と祖国を防衛しています。世界最大規模の国が 28 日間にわたり全面的な侵攻を仕掛けています。しかし、ロシアの潜在力は最大規模でもなく、大きな影響力もありません。モラルに至っては最低です。

ロシアはウクライナの平和な町に 1000 発以上もミサイルを打ち込み、数え切れないほど多くの爆弾を使用しました。ロシア軍は何十もの町を破壊し、完全に焼け落ちた場所もあります。ロシア軍に占領された多くの町や村では、人々は、殺された親戚、友人、隣人を尊厳をもって埋葬することもできません。壊れた家の庭や近くの道端など、どこでも可能な場所に埋葬するしかないのです。

数千人が殺され、うち 121 人は子どもです。

およそ 900 万人のウクライナ人がロシア軍から逃れ、自宅や住み慣れた場所を去ることを余儀なくされました。ウクライナの北部、東部、南部では、恐ろしい脅威から逃れるため人々が退避し、いなくなりつつあります。

ロシアは我々の通常の交易路である海さえも封鎖しました。世界のほかの潜在的な侵略者に、海路を封鎖すれば自由主義国を脅すことができると示しているのです。

皆様、

今日、ウクライナとその友好国、そして我々の反戦の連帯こそが、世界の安全を完全に崩壊させないことを保障します。国家の自由、人々、社会における多様性、また国境の安全の確保のための土台を保障するのです。我々、我々の子供、孫たちの平和を守るためにです。

国際機関が機能しなかったことを目の当たりにしました。国連や安全保障理事会でさえもです・・・。彼らに何ができるのでしょうか。改革が必要です。誠実さの注射が必要なのです。機能するため、すなわち、ただ議論をするだけでなく、真に決断し本当の影響力を及ぼすためにです。

ロシアによるウクライナに対する戦争により世界は不安定になりました。世界は多くの新たな危機にさらされています。誰も明日どうなるか分からないのです。

全ての資源輸入国にとって、世界市場の混乱は問題です。かつてないほどの環境問題、食糧危機はかつてないほどの状況です。しかし、何よりも重要なことは、今、地球上の全ての侵略者、また侵略する可能性のある者に対し、戦争を始めれば大きな罰を受けることを知らしめ、抑止することです。世界を破壊するべきではないことを知らしめることです。責任ある国家がまとまり、平和を維持することは全くもって論理的で正しいことなのです。

日本が、この歴史的な瞬間に、ウクライナを真に支援するため、信念に基づいた立場をとられていることに感謝します。日本は、アジアで最初に、平和を取り戻すためにロシアに圧力をかけ、制裁を課すことに踏み切ってくれました。どうかこの取組を継続してください。

ロシアが平和への道を追求し、我々の国ウクライナに対するこの残酷な侵略の津波を止めるよう、アジアの友好国と一丸となって情勢の安定化に取り組んでいただくことを求めます。資金がロシア軍に流れないよう、ロシアとの貿易を禁止し、ロシア市場から企業を引き上げる必要があります。また、我が国、またロシア軍に対抗している我が国の防衛軍、兵士を助ける必要があります。ロシアにより破壊された都市や、荒廃した領土に再び人々が戻れるよう、今から、ウクライナの復興について考え始める必要があるのです。

人々は、住んでいた故郷、子ども時代を過ごした故郷、住み慣れた故郷に戻る必要があります。皆さんにもきっとこの気持ちが分かると思います。故郷に帰る必要があるというこの気持ちを。

平和が脅威にさらされるたびに、予防的かつ強力に行動できるよう、我々は新しい安全保障体制を構築しなければなりません。

既存の安全保障体制を基盤にして、それは可能なのでしょうか。この戦争を見ればわかるとおり、絶対にできません。我々には新しいツールが必要なのです。それはいかなる侵略に対しても予防的かつ強力に対抗する、新たな安全保障の体制です。その発展のためには日本のリーダーシップが不可欠なのです。ウクライナのためにも、世界のためも、私の心からのお願いです。

世界が再び自信を取り戻し、明日の姿に自信を持てるように。安定した平和な明日が訪れると、我々、そして次世代が確信できるように。

皆様、

日本の皆様、

私たちが力を合わせれば、私たちが想像する以上に多くのことを行うことが可能です。私は、日本の皆さんの輝かしい発展の歴史を知っています。いかに調和を築き、守っているのか。規範に従い、命の価値に重きを置いているのか。環境を保護しているのか。その根底にあるのは、ウクライナ人も大好きな、日本の文化です。これは本当のことです。

2019年、私が大統領に就任して半年経過した頃のことですが、私の妻オレーナが視覚障害を持つ子どものためのプロジェクトに参加しました。このプロジェクトはオーディオブックを作るものであり、妻がウクライナ語で音声を吹き込んだのは日本のおとぎ話でした。我々ウクライナ人にとって、そして子どもたちにとって共感できる内容だったからです。そして、これは我々ウクライナ人が日本の文化に対して持ってる多大な関心のほんの一部です。

両国間の距離は遠く離れていますが、ウクライナ人と日本人は似通った価値観を有しています。同じように温かい心を持っているため、実際には距離が存在しないのです。両国の協力及びロシアへの更なる圧力によって、我々は平和を達成するでしょう。そして、我々は国土を復興し、国際機関を改革できるでしょう。

私は、その時も、共に反戦連合に加わる現在と同様に、日本が我々と共にあるだろうと確信しています。今は、我々全員にとって極めて重要な時期なのです。

ありがとうございます（ウクライナ語）。

ありがとうございます（日本語）。

ウクライナに栄光あれ！

日本に栄光あれ！
—ウォロディミル・ゼレンスキー

## 評価・反応
| 国   | 氏名       | 役職                 | 反応 |
| ---- | ---------- | -------------------- | --- |
| 日本 | 岸田文雄   | 内閣総理大臣         | 「大統領が、極めて困難な状況の中で祖国と国民を強い決意と勇気で守り抜いていこうとする姿に感銘を受けた。学校や病院などに見境のない攻撃が行われ、罪のない多くの市民が尊い命を失っている。民間人や民間施設に対する非情な攻撃は許してはならない。ロシアの暴挙を決して許してはならず、困難に直面するウクライナの方々を国際社会全体でしっかり支えていかなければならないという思いを新たにした」 |
| 日本 | 林芳正     | 外務大臣             | 「日本との近さを感じることができた、大変すばらしいスピーチだった。ゼレンスキー大統領の国を守る気概や国を思う気持ちを改めて感じ、われわれもウクライナとともにあるという思いを新たにした。G7をはじめ世界の各国と連携しながら、ロシアの侵略という事態を一刻も早く終わらせるために、最大限の努力をしなければならない」                                                                       |
| 日本 | 泉健太     | 立憲民主党代表       | 「ウクライナを守るために、大統領みずからが前面に立つ決意を感じた。これからもウクライナ国民を支援し、ロシアの侵略を止めるべく日本として全力で対応しなければならない。また、国連が機能していないことへのもどかしさ、悔しさを強く感じた。われわれは、ロシアに対する経済協力を一度止めるべきだと主張しており、それも含め、政府には、できるかぎりのウクライナ支援を行うよう求めていく」       |
| 日本 | 山口那津男 | 公明党代表           | 「侵略されている状況下での切々とした訴えに胸を打たれた。日本への親近感も含め、最大限のメッセージを送り届けてくれたことに、深く敬意を表し感謝したい。国連がロシアの暴挙を抑えきれなかったことを踏まえ、二度とこうしたことが起こらないシステムを積極的につくってもらいたいという期待も寄せられた。国際秩序が揺るがない仕組みをつくれるよう、日本も尽力すべきだ」                           |
| 日本 | 玉木雄一郎 | 国民民主党代表       | 「こうした形で国会演説を実現できたことは画期的で、平和を守っていく戦いをともに行っていくという決意を固めることができた。事態の推移をみながら、さらなる圧力や制裁の強化を検討していかなければならない」 |
| 日本 | 志位和夫   | 日本共産党委員長     | 「ロシアによる侵略と戦争犯罪に対する深い憤りと、祖国の独立を守り抜くという強い決意が伝わってきた。日本として、経済制裁と非軍事の形での復興支援を行っていく必要がある。生物化学兵器も核兵器の使用も断じて許さないという声を上げていくことが重要だ」 |
| 日本 | 岡田充     | 共同通信客員論説委員 | ゼレンスキー大統領の国会演説に対し「政権とリベラルが一体化したなんともグロテスクなシナジー（共振）」と評しており、また「『翼賛政治』のただ中にいる実感が沸く」とも評している。 |